# Tragedies
Tragedies è il primo album dei Funeral pubblicato nel 1995 in formato CD e doppio LP. È considerato uno dei massimi capolavori del genere funeral doom metal. La prima traccia è cantata in lingua norvegese.

## Tracce
1. Taarene – 12:25
2. Under Ebony Shades – 13:32
3. Demise – 8:43
4. When Nightfall Clasps – 14:20
5. Moment in Black – 9:39

## Formazione
- Toril Snyen - voce (femminile)
- Anders Eek - batteria
- Thomas Angell - chitarra
- Christian Loos - chitarra
- Einar Andre Fredriksen - basso, voce maschile (growl)

### Musicisti di Sessione
- Steffen Lundemo – chitarra acustica